# BR-Klasse 35
Die Klasse 35 der British Rail, auch unter dem Namen Hymek bekannt, ist eine Baureihe von Diesellokomotiven mit hydraulischer Leistungsübertragung für den mittelschweren Personenzug- und Güterzugdienst, die von 1961 bis 1964 bei Beyer Peacock (Hymek) Limited in England gebaut wurde.

## Geschichte

### Bestellung und Produktion
Nach der Verstaatlichung der großen Privatbahnen und der Entstehung von British Railways im Jahr 1948 setzte das neue Staatsunternehmen zunächst weiter auf die Dampftraktion und beschaffte in großem Umfang neue Standard-Dampflokomotiven. Parallel arbeitete BR zusammen mit verschiedenen britischen Lokomotivfabriken in kleinerem Umfang an der Entwicklung von Diesellokomotiven. Nachdem BR ab Anfang der 1950er Jahre allmählich Verluste erwirtschaftet hatte, wurde eine radikale Umkehr vom bisherigen Kurs verfolgt. Mit dem Modernisierungsplan von 1955 wurden erstmals in größerem Umfang finanzielle Mittel für den Bau neuer Diesellokomotiven bereitgestellt, um die bis dahin noch unverzichtbaren Dampflokomotiven möglichst schnell abzulösen.
Für das westliche Streckennetz, das im Wesentlichen dem Netz der früheren Great Western Railway entsprach, entschied sich die British Transport Commission im Juni 1959 für die Bestellung von 45 mittelschweren dieselhydraulischen Mehrzwecklokomotiven. Noch vor der Fertigstellung der ersten Maschinen wurde die Bestellung im Juli 1960 auf 95 Lokomotiven erweitert. Im Mai 1961 erfolgte die Auslieferung der ersten Lok an die Western Region von British Railways. Im Dezember desselben Jahres folgte die Bestellung der letzten sechs Fahrzeuge. Zwischen Mai 1961 und Februar 1964 lieferte Beyer Peacock (Hymek) Limited, ein Zusammenschluss aus Beyer, Peacock and Company, Bristol Siddeley Engines und Stone-Platt Industries, insgesamt 101 dieselhydraulische Lokomotiven mit den Fabriknummern 7894 bis 7938 und 7949 bis 8004 aus, welche bei British Railways als D7000 bis D7100 nummeriert und später als Klasse 35 bezeichnet wurden. Dabei baute Beyer, Peacock and Company den größten Teil der Lokomotiven, während Bristol Siddeley Engines unter Lizenz die Maybach-Dieselmotoren und Stone-Platt Industries die hydromechanischen Mekydro-Getriebe herstellten. Die Klasse 35 war unter dem Spitznamen „Hymek“ bekannt, welcher sich auf die Bauart des Getriebes bezog.

### Einsatz
Ursprünglich sollten die neuen Dieselloks die älteren Dampflokomotiven in den Regionen South West England und South Wales im mittelschweren Personen- und Güterzugdienst ablösen. Da dies im regionalen Verkehr gut funktionierte, sollten sie nun auch im Fernverkehr auf der Strecke von Paddington über Cardiff nach Swansea die Dampflokomotiven der „King Class“ der früheren GWR ersetzten. Dies war allerdings schwieriger als erwartet, weshalb die Hymeks bereits mit der Einführung der Klassen 47 und 52 wieder aus diesem Einsatzgebiet verdrängt wurden.
Die Klasse 35 wurde häufig im überregionalen Personenzugverkehr eingesetzt. Hierbei kam es allerdings in der Anfangszeit immer wieder zu Problemen, da an den Endbahnhöfen kein geschultes Personal für die dieselhydraulischen Lokomotiven verfügbar war. Daher wurden die Maschinen zum Dienstende regulär in größere Betriebsstellen überführt, was hohe Kosten verursachte.
Durch ihre Doppeltraktionssteuerung waren die Loks universell einsetzbar und zogen im gesamten westlichen Streckennetz der British Railways Personen-, Güter- und Expresszüge. Seit den mittleren 1960er Jahren waren die Hymeks auch als Schiebeloks auf der Lickey Incline, der steilsten britischen Hauptbahn-Steilstrecke mit einer anhaltenden Steigung von über 2,6 Prozent, im Güterverkehr zwischen Bromsgrove und Blackwell im Einsatz.

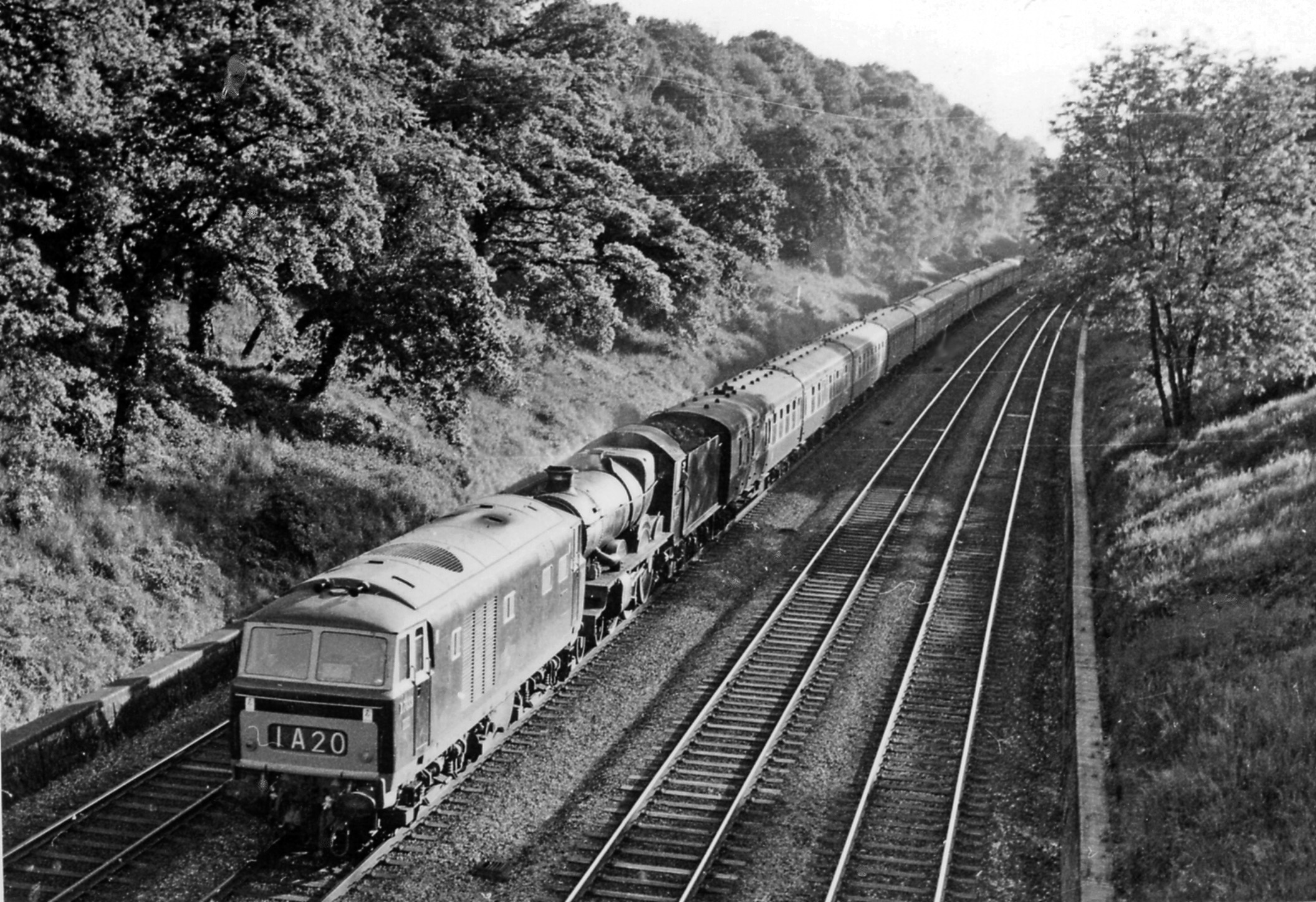
D7033 im Vorspannbetrieb (Juni 1962)
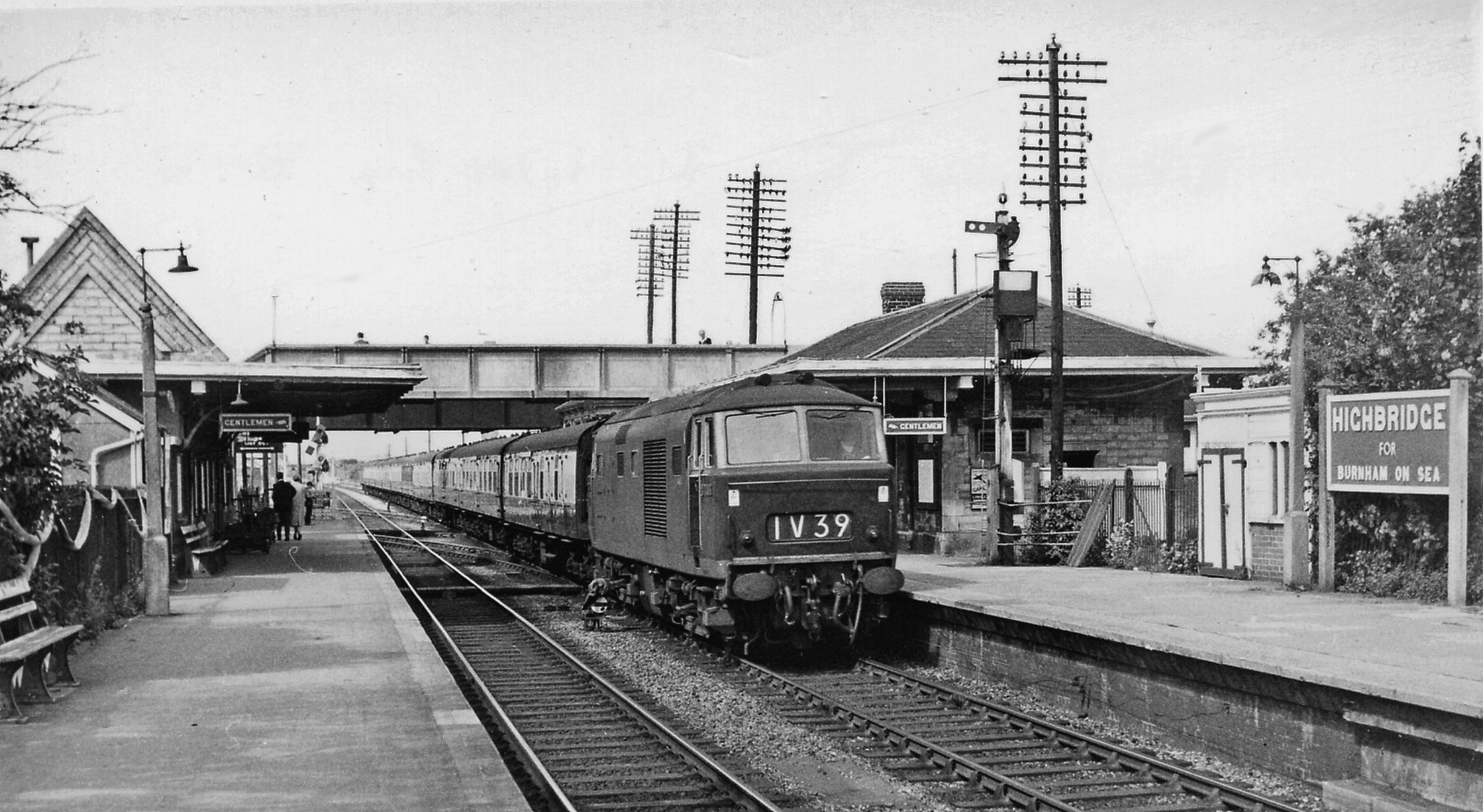
D7006 in Highbridge (Juli 1962)
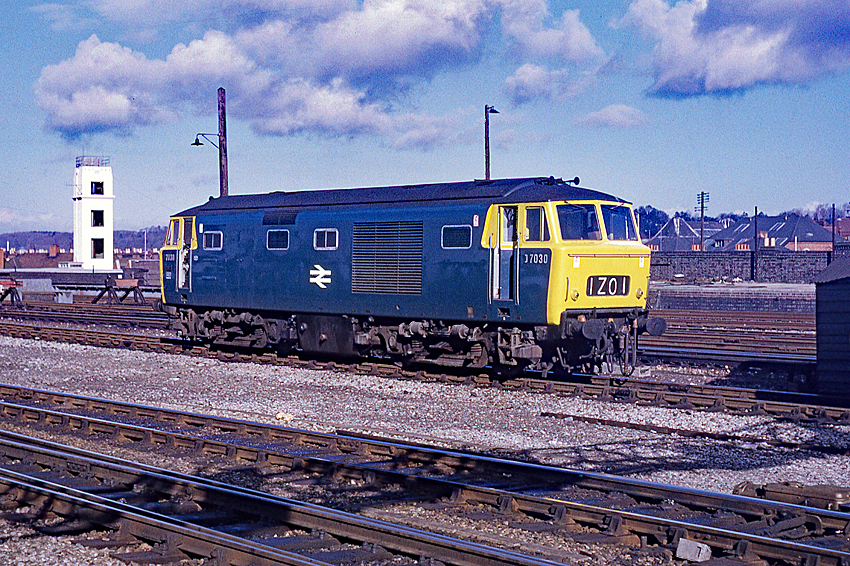
D7030 in Reading (März 1971)
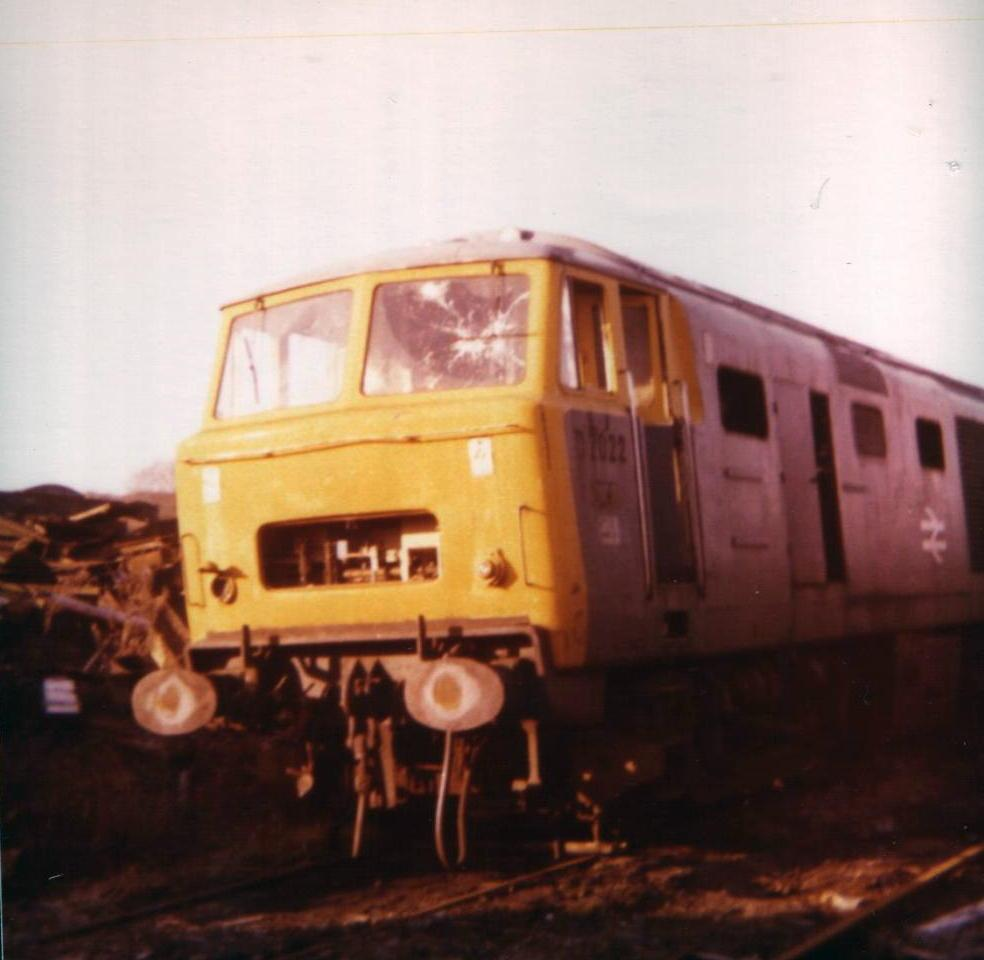
D7022 auf dem Schrottplatz (1975)
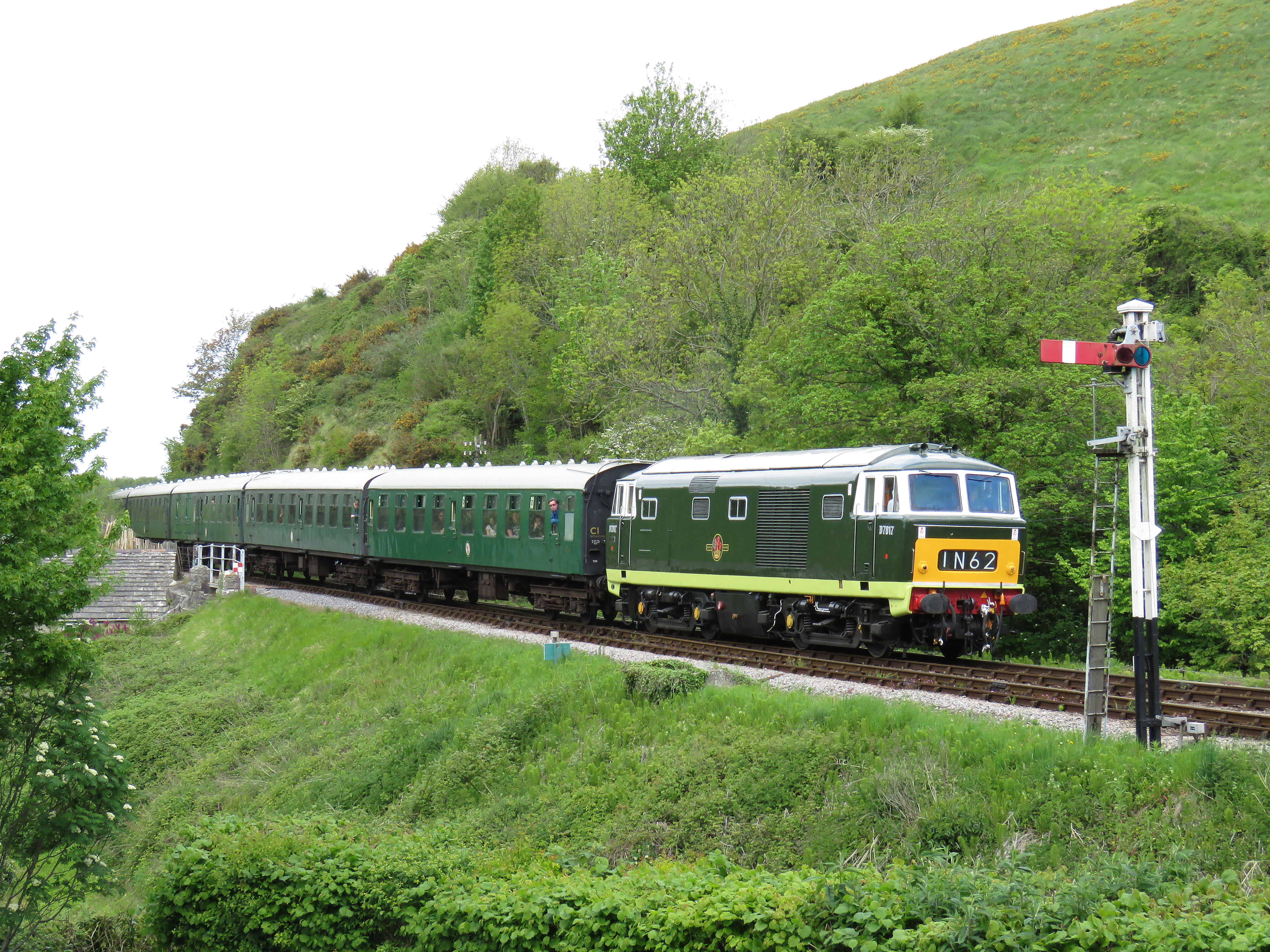
D7017 mit Sonderzug (Mai 2018)

### Ausmusterung
In den späten 1960er Jahren beschlossen die British Railways, ihren Fahrzeugpark von 28 auf 15 Diesellokomotivbaureihen zu reduzieren. Dabei sollten unzuverlässige, wartungsaufwändige und nicht standardisierte Baureihen möglichst schnell außer Betrieb genommen werden, um Kosten zu sparen. Alle dieselhydraulischen Lokomotivklassen wurden als nicht standardisiert eingestuft und zudem aufgrund der fehlenden elektrischen Zugheizeinrichtung für den Reisezugdienst schon bald zurückgezogen. Davon waren auch die Hymeks betroffen, welche außerdem wegen ihrer Störanfälligkeit von 1971 bis 1975 vollständig ausgemustert und bis auf vier Maschinen verschrottet wurden. Die erhaltenen Class 35 (D7017, D7018, D7029 und D7076) befinden sich heute als Museumsfahrzeuge bei der West Somerset Railway, der Severn Valley Railway und der East Lancashire Railway.

### Unfälle
In der nur vierzehnjährigen Einsatzzeit der BR Class 35 war diese an mehreren Unfällen beteiligt. Im Dezember 1963 durchbrach die Lok D7049 mit einem Güterzug im Bahnhof Yatton einen Prellbock und zerstörte das dahinter liegende Gebäude. Im Juli 1969 war die D7048 im Bahnhof Spetchley in einen Unfall involviert. Der schwerste Unfall der Klasse 35 ereignete sich im Dezember 1971, als ein von D7013 geführter Schnellzug von Cardiff nach Portsmouth Harbour im Bahnhof Portsmouth and Southsea mit dem Elektrotriebzug 7303 der BR-Klasse 421 kollidierte.

### Farbgebung
Anfangs hatten die Loks einen dunkelgrünen Lokkasten mit einem hellgrünen Zierstreifen im unteren Bereich, weiße Fensterumrandungen, ein mittelgraues Dach, rote Pufferträger und ein schwarzes Fahrwerk. Schon bald wurden gemäß neuer Richtlinien gelbe Warnflächen unterhalb der Führerhausfenster an den Stirnseiten eingeführt. Später wurden bei einigen Maschinen unter Beibehaltung des dunkelgrünen Lokkastens die Warnflächen auf die Fensterumrandungen ausgeweitet. Auf diese Übergangslackierung folgte die Übernahme des neuen Farbschemas der British Rail mit blauem Lokkasten und Dach, großen gelben Warnflächen und schwarzem Fahrwerk.

## Konstruktion

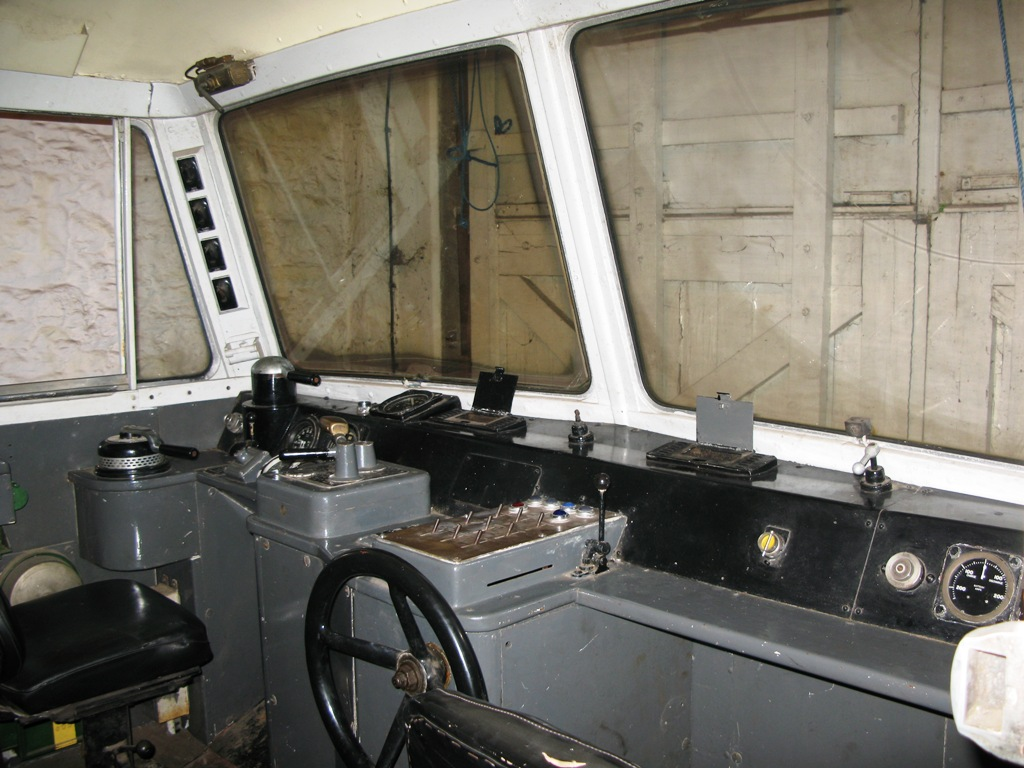
Führerstand der Lokomotive D7018

### Überblick
Die Lokomotiven hatten einen geschweißten Stahlrahmen, welcher auf zwei Drehgestellen auflag. Der Lokomotivkasten beinhaltete den Maschinenraum sowie jeweils ein Führerhaus an beiden Stirnseiten. Beginnend am einen Ende der Lokomotive, befanden sich hinter dem Führerhaus der Hauptschaltschrank, die Hilfsbetriebe, dahinter der Dieselmotor, in der Mitte der Lok das Getriebe, dahinter die Kühlanlage und vor dem zweiten Führerhaus der Dampfkessel der Zugheizung. An den Stirnseiten hatten die Lokomotiven durchgängige Zugidentifikationsanzeigen.

### Dieselmotor
Der Dieselmotor des Typs Maybach MD870 hatte zwei V-förmig in einem Winkel von 60° zueinander angeordnete Zylinderbänke mit jeweils acht Zylindern und einen Hubraum von insgesamt 86 Litern. Der Motor hatte ursprünglich eine Leistung von 1.410 kW (1.920 PS). Zur Erhöhung der Lebensdauer wurde die Höchstdrehzahl auf 1.500 Umdrehungen pro Minute herabgesetzt, bei der der Motor noch immer 1.280 kW (1.740 PS) leistete. Er arbeitete nach dem Viertaktprinzip und besaß zwei Abgasturbolader in Verbindung mit jeweils zwei Ladeluftkühlern.

### Getriebe
Das hydromechanische Mekydro-Schaltgetriebe des Typs Stone-Maybach K184U war über eine Kardanwelle mit dem Dieselmotor verbunden. Es beinhaltete einen hydrodynamischen Teil, die Visco-Kupplung für den Drehzahlausgleich, und einen nachfolgenden mechanischen Teil, das 4-Gang-Schaltgetriebe zur Änderung des Übersetzungsverhältnisses zwischen Motor und Achsen. Vom Getriebe aus erfolgte die Kraftübertragung mit jeweils einer Kardanwelle auf die hintere Achse im Drehgestell und von dort abermals mit jeweils einer Kardanwelle auf die vordere Achse. Die Kardangelenke ermöglichten eine optimale Beweglichkeit der einzelnen Bauelemente, um Spannungen zu verhindern.
Das Getriebe schaltete bei festgelegten Drehzahlen automatisch um, was im Schiebedienst auf der Lickey-Incline-Steilstrecke zu großen Problemen führte. Die Umschaltgeschwindigkeit vom ersten in den zweiten Gang entsprach etwa der, welche auf diesem Streckenabschnitt dauerhaft gehalten wurde (40 km/h), sodass es zum ständigen Gangwechsel unter voller Last und damit zu übermäßigem Verschleiß und der Überhitzung des Getriebes kam. Um dies zu verhindern, wurde der erste Gang für leichte Züge manuell mit dem Hauptschalter gesperrt, damit die Lokomotiven in der kritischen Geschwindigkeit dauerhaft im zweiten Gang arbeiteten. Bei der Beförderung schwerer Züge wurde die Fahrtgeschwindigkeit auf weniger als 30 km/h gesenkt, um weiterhin im ersten Gang fahren zu können.
Während die Dieselmotoren weitgehend störungsfrei liefen, fielen die Getriebe häufig aus. Regelmäßig kam es zur Überhitzung, zum Abriss von Zahnradzähnen und der Verfüllung der Ölfilter mit abgeriebenen Metallteilen.

### Sonstiges
Die Kühlanlage hinter dem Getriebe besaß einen großen Kühlerlüfter auf dem Dach, der durch Lüftungsgitter in der Seitenwand des Lokkastens Frischluft ansaugte, welche an den wassergefüllten Kühlrippen vorbeiströmte, diese kühlte und durch den Lüfter wieder in die Umgebung geblasen wurde.
Für die erste Bauserie (D7000–7044) wurden Dampfheizgeneratoren der Firma Stone-Vapor und Druckluft-Lokomotivbremsen von Knorr verwendet. Die zweite Bauserie (D7045–7100) erhielt Spanner-Dampfkessel und Druckluft-Lokomotivbremsen von Westinghouse.
Die Lokomotiven besaßen zur Eigenabbremsung eine direkt wirkende Druckluftbremse mit zwei Bremszylindern pro Radsatz. Als Zugbremse hatten sie eine Saugluftbremse. Eine indirekt wirkende Druckluftbremse wurde aufgrund der kurzen Einsatzzeit nie nachgerüstet.
Das Fahrwerk bestand aus zwei zweiachsigen Schwanenhalsdrehgestellen mit einem Achsabstand von 3,2 und einem Raddurchmesser von 1,14 Metern. Die Primärfederung erfolgte über vier Schraubenfedern nahe der Radsätze. Die Sekundärfederung übernahmen sechs Vollelliptikfedern, welche die Wiege gegen den Drehgestellrahmen abfederten. Zur Kraftübertragung in Längsrichtung diente ein mittig im Drehgestell angeordneter Drehzapfen.
Der Dieselkraftstofftank mit einem Fassungsvermögen von über 3.600 Litern befand sich unter dem Lokkasten zwischen den beiden Drehgestellen.
Zur Steuerung zweier Lokomotiven durch einen Lokführer verfügten die Loks der Klasse 35 über eine elektropneumatische Doppeltraktionssteuerung.